# Aerosvit Airlines
Aerosvit Airlines (Oekraïens: ЗАТ «авіакомпанія «Аеросвіт») was een Oekraïense luchtvaartmaatschappij met haar thuisbasis in Kiev. Zij voerde passagiers-,vracht- en chartervluchten uit zowel binnen Oekraïne als naar Europa, Amerika en Azië.

## Geschiedenis
Aerosvit Airlines is opgericht in 1994 door Air Ukraine en een aantal Israëlische beleggers als Aerosweet Airlines. Na een mislukte fusie met Air Ukraine en Ukraine International Airlines werd de naam in 1999 gewijzigd in Aerosvit Airlines. De maatschappij werd opgeheven begin 2013 door geldproblemen.

## Diensten
Aerosvit Airlines voerde in juli 2007 lijndiensten uit naar:
Binnenland:
Tsjernivtsi, Dnipro, Donetsk, Ivano-Frankivsk, Charkov, Kiev, Loehansk, Lviv, Marioepol, Odessa, Simferopol, Oezjhorod.
Buitenland:
Asjchabad, Athene, Bakoe, Bangkok, Peking, Boedapest, Caïro, Delhi, Dubai, Hamburg, Istanboel, Larnaca, Moskou, Napels, New York, Praag, Shanghai, Sofia, Sint-Petersburg, Stockholm, Tel Aviv, Thessaloniki, Toronto, Warschau.

## Vloot

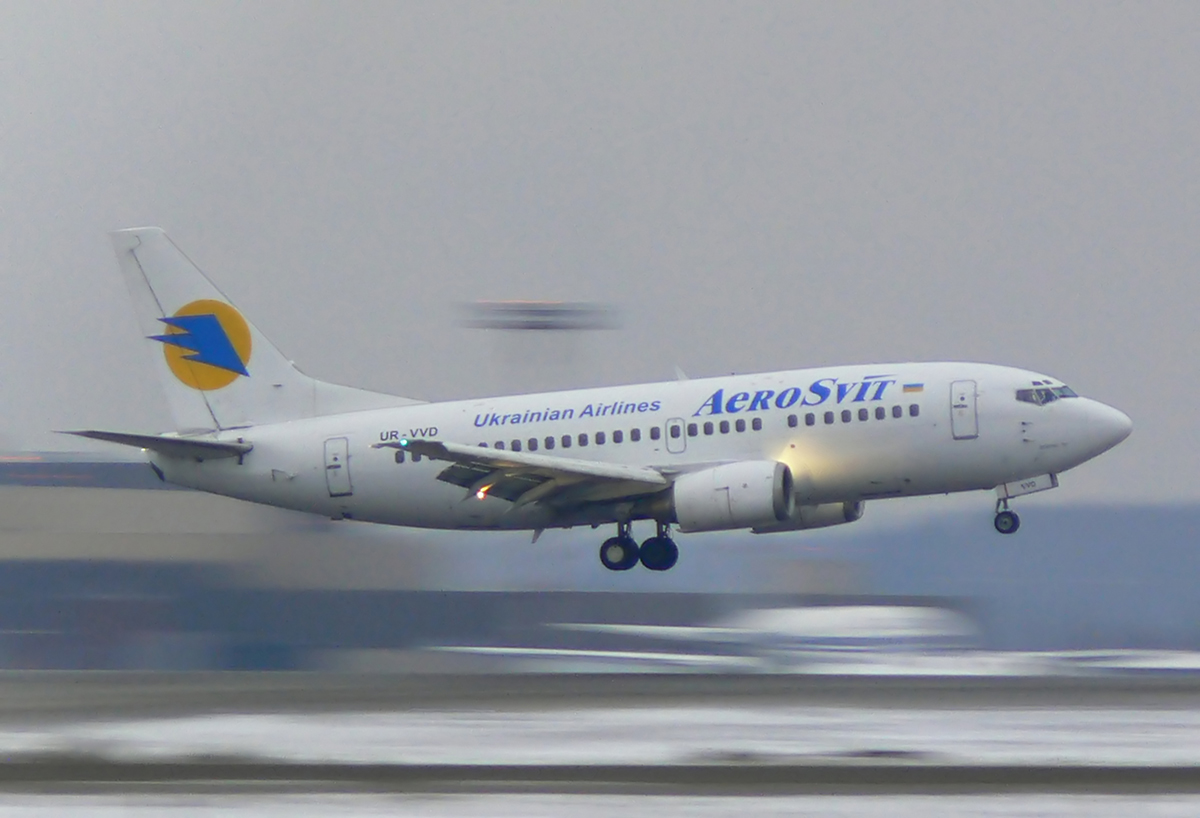
Een Boeing-737 van Aerosvit

De vloot van Aerosvit Airlines bestond in augustus 2007 uit:
- 3 Boeing 767-300ER
- 1 Boeing 737-200
- 2 Boeing 737-300
- 7 Boeing 737-400
- 2 Boeing 737-500
- 2 Antonov AN-24RV